# Tadeusz Burczyński
Tadeusz Burczyński (ur. 25 maja 1949) – polski inżynier mechanik, profesor nauk technicznych, wykładowca akademicki Politechniki Śląskiej i Politechniki Krakowskiej, dyrektor Instytutu Podstawowych Problemów Techniki PAN, członek rzeczywisty Polskiej Akademii Nauk.

## Życiorys
Jest absolwentem Politechniki Śląskiej w Gliwicach, którą ukończył w 1974. Tam też zdobywał kolejne szczeble kariery akademickiej. W 1980 obronił doktorat z zakresu mechaniki, a w 1990 habilitację w zakresie budowy i eksploatacji maszyn. W 1993 otrzymał tytuł profesora. W Politechnice Śląskiej pełnił funkcje kierownika Katedry Wytrzymałości Materiałów i Metod Komputerowych Mechaniki (w latach 1997–2012) oraz dyrektora Instytutu Mechaniki i Inżynierii Obliczeniowej na Wydziale Mechanicznym Technologicznym. Równolegle zatrudniony w Politechnice Krakowskiej, gdzie od 2008 przez pewien czas pełnił funkcję dyrektora Instytutu Informatyki. Od 2013 pełni funkcję dyrektora Instytutu Podstawowych Problemów Techniki PAN.
Od 2007 jest członkiem korespondentem PAN, a od 2019 jej członkiem rzeczywistym. Pełni funkcję przewodniczącego Komitetu Mechaniki PAN (wcześniej, od 2003 wiceprzewodniczący). Jest członkiem Polskiego Towarzystwa Metod Komputerowych Mechaniki, a w latach 1999–2009 był jego przewodniczącym. Był członkiem Komitetu Badań Naukowych, a później (2012–2013) członkiem Rady Narodowego Centrum Nauki. W latach 2010–2012 był członkiem Centralnej Komisji do Spraw Stopni i Tytułów.
Obszar jego zainteresowań naukowych to między innymi zagadnienia mechaniki materiałów i konstrukcji, analiza wrażliwości, zagadnienia odwrotne, dynamika stochastyczna i systemy rozmyte, sztuczna inteligencja, modelowanie i inżynieria wieloskalowa oraz biomechanika. W swoim dorobku naukowym ma ponad 500 publikacji, w tym 14 książek (w tym współautorskie oraz redakcje). Jest autorem pierwszej polskiej monografii poświęconej metodzie elementów brzegowych pt. Metoda elementów brzegowych w mechanice (WNT 1995). Wypromował 17 doktorów nauk..
Laureat wielu nagród za działalność naukową, między innymi Nagrody Wydziału IV Nauk Technicznych PAN im. M. T. Hubera oraz nagród Ministra Edukacji Narodowej Odznaczony Złotym Krzyżem Zasługi oraz Krzyżem Kawalerskim Orderu Odrodzenia Polski. W 2016 nagrodzony tytułem doktora honoris causa Politechniki Śląskiej.